# Sven Erland Heurlin
Sven Erland Heurlin, född den 8 oktober 1758 i Göteryds socken, Kronobergs län, död den 24 september 1827, var en svensk jurist. Han var kusin till Samuel och Elias Heurlin samt farfar till Frithiof Heurlin.
Heurlin blev 1792 landssekreterare i Älvsborgs län och var 1805–1822 häradshövding i Kinnefjärdings, Kinne, Skånings och Laske häraders domsaga, och därefter till sin död i Sevede, Tunaläns och Aspelands domsaga samt fick 1805 lagmans titel. Han var ungdomsvän till Thomas Thorild.